# أوليسيريدين
أوليسيريدين( Oliceridine)، الذي يباع تحت الإسم التجاري أولينفيك (Olinvyk) ، هو دواء أفيوني يستخدم لعلاج الألم الحاد المتوسط إلى الشديد.  نظرًا لخطر الآثار الجانبية الشديدة يجب تناوله فقط عندما لا تكون الخيارات الأخرى ممكنة.  و يعطى عن طريق الحقن في الوريد. 
تشمل الآثار الجانبية الشائعة لهذا العقار على: الغثيان، و الدوخة، و الصداع، و الإمساك، و الحكة، وانخفاض الأكسجين .  إضافة إلى ذلك، فقد تشمل الآثار الجانبية الأخرى على سوء الاستخدام، و إطالة فترة QT ، و اكتئاب الجهاز التنفسي، و انخفاض ضغط الدم، ومتلازمة السيروتونين، و التخدير .  إنه يتفاعل مع البنزوديازيبينات و الكحول.  أما استخدامه أثناء الحمل فقد يؤدي إلى متلازمة انسحاب المواد الأفيونية عند الأطفال حديثي الولادة. 
تمت الموافقة على أوليسيريدين للاستخدام الطبي في الولايات المتحدة في عام 2020.  و فيها يبلغ سعر 2 ملغ حوالي 28 دولارًا أمريكيًا اعتبارًا من عام 2022.  و تعتبر مادة خاضعة للرقابة من الجدول الثاني. 